# Oh Boy (film, 2012)
Pour les articles homonymes, voir Oh Boy.
Pour plus de détails, voir Fiche technique et Distribution.
Oh Boy est une comédie dramatique allemande réalisée par Jan-Ole Gerster, sortie en 2012.

## Synopsis
Niko, un jeune Berlinois, vit au jour le jour depuis qu'il a arrêté ses études de droit deux ans auparavant. Le film, qui relate les événements se déroulant durant une journée et la nuit qui suit, montre les déambulations de Niko à travers Berlin, et ses rencontres tantôt tragiques, tantôt comiques.
Il se retrouve confronté à diverses personnes : son père, qui vient de lui couper les vivres, un acteur raté, son voisin solitaire et désespéré, un psychologue pointilleux qui lui retire son permis de conduire, une ancienne camarade de classe qui continue de lutter contre ses traumatismes d'enfance, des adolescents ivres qui en viennent aux mains, et, tard dans la nuit, un mystérieux vieil homme qui s'effondre sous ses yeux, et mourra à l'hôpital au cours de la nuit.

## Fiche technique
- Titre : Oh Boy
- Réalisation : Jan-Ole Gerster
- Scénario : Jan Ole-Gerster
- Directeur de la photographie : Philipp Kirsamer
- Montage : Anja Siemens
- Musique : Cherilyn MacNeil
- Producteur : Jörg Himstedt, Marcos Kantis, Birgit Kämper et Alexander Wadouh
  - Producteur associé : Timon Modersohn et Tom Schilling
- Production : Schiwago Film GmbH
- Distribution : Diaphana Distribution
- Pays d'origine :  Allemagne
- Genre : Comédie dramatique
- Durée : 88 minutes
- Langue : Allemand
- Sortie :
  -  Allemagne : 1er novembre 2012
  -  Pays-Bas : 30 mai 2013
  -  France : 5 juin 2013

## Distribution
- Tom Schilling : Niko Fisher
- Friederike Kempter : Julika Hoffmann
- Marc Hosemann : Maltze
- Katharina Schüttler : Elli
- Justus von Dohnanyi : Karl Speckenbach
- Andreas Schröders : le psychologue
- Arnd Klawitter : Phillip Rauch
- Martin Brambach : Jörg

## Distinctions

### Récompenses
- Prix du cinéma européen 2013 : Découverte européenne de l'année - Prix FIPRESCI

### Nominations
- Festival international du film des Hamptons 2013 (10 au 14 octobre)
- Festival du film de Sydney 2013
- Grand prix de l'Union de la critique de cinéma 2014
- Prix du cinéma européen 2013 :
  - Meilleur film européen
  - People’s Choice Award
  - Meilleur acteur pour Tom Schilling

- Festival international du film de Palm Springs 2014 : sélection « World Cinema Now »